# Oak Ridge North
Oak Ridge North è un centro abitato degli Stati Uniti d'America situato nella contea di Montgomery dello Stato del Texas.
La popolazione era di 3.049 persone al censimento del 2010.

## Geografia fisica
Oak Ridge North è situata a 30°09′31″N 95°26′39″W (30.158702, -95.444084).
Secondo lo United States Census Bureau, ha un'area totale di 1,1 miglia quadrate (2,8 km²).

## Società

### Evoluzione demografica
Secondo il censimento del 2000, c'erano 2.991 persone, 1.024 nuclei familiari e 901 famiglie residenti nella città. La densità di popolazione era di 2.607,7 persone per miglio quadrato (1.004,2/km²). C'erano 1.045 unità abitative a una densità media di 911,1 per miglio quadrato (350,8/km²). La composizione etnica della città era formata dal 95,25% di bianchi, l'1,27% di afroamericani, lo 0,30% di nativi americani, l'1,17% di asiatici, l'1,04% di altre razze, e lo 0,97% di due o più etnie. Ispanici o latinos di qualunque razza erano il 5,35% della popolazione.
C'erano 1.024 nuclei familiari di cui il 37,9% aveva figli di età inferiore ai 18 anni, il 79,4% aveva coppie sposate conviventi, il 5,8% aveva un capofamiglia femmina senza marito, e il 12,0% erano non-famiglie. Il 10,3% di tutti i nuclei familiari erano individuali e il 4,9% aveva componenti con un'età di 65 anni o più che vivevano da soli. Il numero di componenti medio di un nucleo familiare era di 2,92 e quello di una famiglia era di 3,12.
La popolazione era composta dal 25,2% di persone sotto i 18 anni, il 6,7% di persone dai 18 ai 24 anni, il 25,2% di persone dai 25 ai 44 anni, il 32,5% di persone dai 45 ai 64 anni, e il 10,4% di persone di 65 anni o più. L'età media era di 42 anni. Per ogni 100 femmine c'erano 97,3 maschi. Per ogni 100 femmine dai 18 anni in giù, c'erano 93,1 maschi.
Il reddito medio di un nucleo familiare era di 73.547 dollari e quello di una famiglia era di 75.757 dollari. I maschi avevano un reddito medio di 52.135 dollari contro i 32.093 dollari delle femmine. Il reddito pro capite era di 27.824 dollari. Circa il 3,5% delle famiglie e il 5,0% della popolazione erano sotto la soglia di povertà, incluso il 6,7% di persone sotto i 18 anni e l'8,8% di persone di 65 anni o più.

## Istruzione
Oak Ridge North è servita dal Conroe Independent School District e dal Lone Star College System.